# سن-آندره-دو-رستیگوش، کبک
سن-آندره-دو-رستیگوش (به فرانسوی: Saint-André-de-Restigouche) شهری در منطقه شهری آوینیون ناحیه گاسپزی-ایل-دو-لا-مادلن در استان کبک کانادا است. در سرشماری سال ۲۰۱۱ این شهر ۲۲۱ نفر جمعیت داشته‌است و مساحت آن ۱۴۶٫۰۷ کیلومتر مربع است.